# Louis de Bourbon-Roussillon
Louis de Bourbon-Roussillon, né en 1450 et mort le 19 janvier 1487 à Valognes, est un fils illégitime de Charles Ier de Bourbon, il est à l'origine de la branche illégitime de Bourbon-Roussillon.

## Biographie
Louis de Bourbon-Roussillon, qui serait né en 1450, est le fils illégitime de Charles, duc de Bourbon et Jeanne de Bournan (du Coudray-Montpensier) qui était demoiselle d'honneur de la reine Marie d'Anjou. Il avait un frère adultérin, Renaud de Bourbon, qui fut abbé de Saint-Sauveur-le-Vicomte, avant de devenir archevêque de Narbonne à partir de 1473. Louis de Bourbon-Roussillon sera légitimé par lettres patentes en 1463.
Il est connu pour ses multiples services rendus à l'État. Il avait été accordé à Marie, fille de Jean, bâtard de Dunois, mais Louis XI, pour le récompenser de sa fidélité et de son dévouement à sa personne pendant la guerre du Bien public, lui donna en mariage sa propre fille naturelle. En effet, le 25 février 1465, le roi Louis XI de France légitime la fille qu'il a eue de sa maîtresse Phélise Regnard, Jeanne de Valois (1447-1519), et lui fait épouser Louis de Bourbon-Roussillon. Elle lui donne un fils, Charles († 1510), et deux filles.
En 1466, Louis XI lui accorde la dignité d'amiral de France. Il devient également gouverneur du Dauphiné. Il est l'un des premiers chevaliers à recevoir le collier de l'ordre de Saint-Michel.
Il mourut le 19 janvier 1487, et fut enterré dans l'église du couvent des Cordeliers de Valognes, qu'il avait fondé. Son tombeau est aujourd'hui détruit.
Louis de Bourbon-Roussillon était à la tête de nombreuses seigneuries, il était notamment comte de Roussillon, de Ligny, baron de Landorre, seigneur de Valognes en Cotentin, d'Usson en Auvergne, de Crémieu, Beaurepaire ou Beauregard ?, Vizille, Moras et Cornillon en Dauphiné, et de Montpensier-en-Loudunais.

## Descendance
De son mariage avec Jeanne de Valois dame de Mirebeau, il eut :
- Charles de Bourbon-Roussillon († 1510), comte de Roussillon et de Ligny, marié à Anne de La Tour en 1506, sans postérité ;
- Suzanne de Bourbon-Roussillon († 1531), comtesse de Roussillon et de Ligny, mariée 1o à Jean de Chabannes, comte de Dammartin, fils d'Antoine : Postérité ; puis 2o à Charles de Boulainvilliers (cf. l'article Henri) ;
- Anne de Bourbon-Roussillon († 1528), dame de Mirebeau, mariée à Jean III, baron d'Arpajon, dont postérité.

Il eut aussi un fils illégitime, Jean de Bourbon (1465-1488), qui devint abbé de Seuilly et protonotaire du Saint-Siège